# 耶齐德·本·欧麦尔·费扎里
耶齐德·本·奥马尔 （阿拉伯语：‎，Yazid ibn Umar ibn Hubayra al-Fazari，死于750年）是伍麦叶王朝末代伊拉克总督。他的是前总督Umar ibn Hubayra的儿子。伊斯兰第三次内战时，他支持麦尔万二世，但是没能抑制阿拔斯革命。战败后，他被阿拔斯王朝处决。

## 生平
像他的父亲Umar ibn Hubayra一样，耶齐德是来自Jazira的Qaysi派，并声称属于传统的阿拉伯贵族，尽管这个家族的起源只能追溯到奥马尔本人。
瓦利德二世时，耶齐德担任Jund Qinnasrin总督，当麦尔万二世来到叙利亚后，耶齐德转而支持他。伊斯兰第三次内战时，麦尔万二世任命耶齐德为伊拉克总督，此时该省正被麦尔万的反对者占领。耶齐德花费了一年在当地建立了权威。他击败了Ayn al-Tamr的哈瓦利吉派，占领了Sawad，并设法向阿瓦士、Jibal、 Jazira进军。由于关注这些地区的战斗，当阿拔斯革命爆发时，他忽视了帮助呼罗珊总督奈斯尔·本·赛耶尔。阿拔斯军队势如破竹，在击败了耶齐德的副埃米尔 ibn Jubara后到达了伊拉克。因为Yaman派的叛乱，耶齐德放弃了库费，撤至瓦西特。在那里他被阿拔斯军围困了11个月，在得到赦免后，他带着军队投降了。然而，他和他的军队将领们还是被处决了。
耶齐德的两个儿子，瓦西特围城中的达吾德和叶麻麦总督穆萨纳都被阿拔斯王朝杀了；还有一个儿子穆克哈拉德在叙利亚幸存了下来，在那里他和他的后代仍保持着影响力。